# Републикански път III-8223
Републикански път IIІ-8223 е третокласен път, част от Републиканската пътна мрежа на България, преминаващ изцяло по територията на Софийска област, Община Ихтиман. Дължината му е 7,4 km.
Пътят се отклонява наляво при 33 km на Републикански път III-822 в центъра на село Живково и се насочва на север през северната част на Ихтиманската котловина. Минава през село Веринско, завива на североизток и се свързва с Републикански път I-8 при неговия 119,2 km.
| Пътища, отклоняващи се надясно (населено място, № на пътя, посока на пътя) | km  | Пътища, отклоняващи се наляво (посока на пътя, № на пътя, населено място) |
| -------------------------------------------------------------------------- | --- | ------------------------------------------------------------------------- |
| Община Ихтиман, III-822, 33 km, с. Живково ←                               | 0,0 | ← с. Живково, 33 km, III-822, Община Ихтиман                              |
| с. Живково                                                                 | 0,2 | → с. Живково, общински път (за с.Боерица)                                 |
| с. Веринско                                                                | 4   | → с. Веринско, общински път (за с.Борика)                                 |
| (до ГКПП Капитан Андреево - Капъкуле) I-8, 119,2 km ←                      | 7,4 | ← 119,2 km, I-8 (от ГКПП Калотина)                                        |